# Kasalice
Kasalice (en allemand : Groß Kassalitz) est une commune du district et de la région de Pardubice, en République tchèque. Sa population s'élevait à 221 habitants en 2024.

## Géographie
Kasalice se trouve à 12 km à l'est-sud-est de Chlumec nad Cidlinou, à 16 km au nord-ouest de Pardubice, à 19 km au sud-ouest de Hradec Králové et à 84 km à l'est de Prague.
La commune est limitée par Kratonohy au nord, par Pravy au nord-est, par Křičeň et Bukovka à l'est, par Rohovládova Bělá au sud et par Voleč et Chýšť à l'ouest.

## Histoire
La première mention écrite du village date de 1372.

## Transports
Par la route, Kasalice se trouve à 14 km de Chlumec nad Cidlinou, à 18 km de Pardubice et à 98 km de Prague. 